# Kwanmo-bong
Kwanmo-bong är en bergstopp i Nordkorea.   Den ligger i provinsen Hambuk, i den nordöstra delen av landet, 400 km nordost om huvudstaden Pyongyang. Toppen på Kwanmo-bong är 2 541 meter över havet. Kwanmo-bong ingår i Hamgyŏng-sanjulgi.
Terrängen runt Kwanmo-bong är kuperad västerut, men österut är den bergig. Kwanmo-bong är den högsta punkten i trakten. Runt Kwanmo-bong är det ganska tätbefolkat, med 86 invånare per kvadratkilometer. I omgivningarna runt Kwanmo-bong växer i huvudsak blandskog.